# Maria Imaculada da Santíssima Trindade
Maria Imaculada da Santíssima Trindade O.C.D., nascida Maria Giselda Villela ou simplesmente Mãezinha (Maria da Fé, 8 de julho de 1909 - Pouso Alegre, 20 de janeiro de 1988), foi uma religiosa carmelita. É conhecida por ser a fundadora do Carmelo Sagrada Família na cidade mineira de Pouso Alegre e do Carmelo de São José em Campos, no Rio de Janeiro.

## Biografia
Serva de Deus Maria Imaculada da Santíssima Trindade, Maria Giselda Villela, nasceu em uma família com profundas raízes católica na cidade de Maria da Fé, Minas Gerais, ela tinha uma personalidade firmemente energética, colérica, mas dotada de um bom coração.
Aproximadamente em 1914, ela sofreu um acidente de cavalo, que machucou a virilha da perna esquerda. Infelizmente esse machucado veio a se transformar em um tumor maligno, do qual sofreria por toda a sua vida.
    Cursou o Magistério em Itajubá, ainda no mesmo estado. Justamente nesta época, os seus pais se mudaram para Pouso Alegre. Não demorando muito para ela pudesse sentir o chamado de Deus para a vida consagrada, e mesmo com sua saúde frágil, é admitida no Carmelo de Santa Teresinha do Menino Jesus, na cidade de Campinas, São Paulo, em 29 de novembro de 1930.
     Logo não demorou para que em 12 de abril de 1931, recebesse o Hábito de Carmelita Descalça, passando a se chamar Irmã Maria Imaculada da Santíssima Trindade. Um ano depois, fez sua Profissão de Votos Temporários no dia 13 de abril de 1932, dia de Santo Hermenegildo, e três anos depois, sua Profissão Solene no dia 13 de abril de1935.
       Em  agosto de 1936, ela foi eleita Sub-priora do Carmelo de Campinas, permanecendo neste cargo até outubro de 1943, quando saiu para a fundação de um novo Carmelo, em Pouso Alegre, a pedido de D. Delfim Ribeiro Guedes, seu conterrâneo e amigo de infância, acompanhada de mais três Irmãs, também do Carmelo de Campinas. Desde o início, é nomeada Priora, cargo que exerceu, com algumas interrupções, por 42 anos.
    Na dificuldade do desafio da construção do nova Carmelo, das três Irmãs, uma a uma, retornam para o Carmelo de Campinas, de forma que Mãezinha, como ficou conhecida a Serva de Deus Maria Imaculada da Santíssima Trindade, fica sozinha, junto com um grupo de cidadãos locais e noviças fervorosas. Embora isto lhe causado grande sofrimento, enfrentou a situação com serenidade, confiança em Nosso Senhor Jesus Cristo e com um senso sobrenatural aguçado, sempre dizia: “É um mistério, e só procurando ver a vontade de Deus, fazendo-nos participantes do precioso tesouro e selo da Cruz, que Ele costuma dar aos seus escolhidos, já que Ele se mostra tão liberal com o pobre Carmelo da Sagrada Família”, que tinha então, apenas 4 anos de existência.
A casa provisória demonstra ser uma construção vários problemas estruturais, inclusive com o telhado a beira de cair e causar uma tragédia, isso forçou as Irmãs a se mudarem para o porão do prédio. Logo ficou claro que era urgente a construção do Carmelo definitivo, embora sem as condições necessárias para a construção, decidem enfrentar este obstáculo e começaram a construção, contando com o auxilio da Providência divina, que nunca a abandonou, logo apareceram pessoas honestas e dispostas a ajudar, como ela afirmava, fizeram pelas Irmãs o que nem a própria família de sangue o faria.
Em 1954 começou a construção, e três anos depois, as Irmãs passaram a viver no Carmelo definitivo, onde só a estrutura básica para a moradia estava em pé. Aos poucos, sempre contando com o auxílio de Deus, dos benfeitores, e dos trabalhos das Irmãs, foi construída a Capela, a Sacristia, os muros, a casa das Irmãs Externas, a frente do Carmelo, o quintal, Cemitério e por fim, a Gruta de Nossa Senhora de Lourdes, em 1984. Com pequenas interrupções, foram 30 anos de labor administrativo, procurando sempre comprar o material bom, durável e com os melhores preços. Para tal, não hesitou em entrar em contato, através de cartas, com grandes Indústrias, como a CSN, Cimento Itaú, dentre outras, e fazer grandes compras, mesmo que para isto necessitasse de fazer empréstimos. No entanto, sempre conseguia saldar as dívidas dentro do prazo.
      Mesmo com tantas dificuldades, obstáculos e problemas, ela nunca descuido de sua vida contemplativa no Carmelo. As Irmãs trabalhavam muito, as vezes até a exaustão, mas o carisma teresiano era vivido com todo o fervor e alegria. Tinha um profundo amor por Jesus Eucarístico, e para ele e sua Capela, sempre procurou o melhor. Apesar de toda a limitação que o problema de saúde, com a perna inchada, lhe causava, era exemplar na pontualidade e na observância regular.
       Sempre tomou suas decisões apoiada na oração, com grande retidão e amor pelas pessoas. Velava pelas necessidades de cada Irmã. Todas encontravam nela uma recepção acalorada e o conselho certo para cada coração. Ela também nunca transpareceu desespero ou preocupação, sempre para poupar as Irmãs de preocupações, e no que podia, carregava muitos sofrimentos em silêncio.
Incalculáveis pessoas iam até o locutório, ou correspondiam com ela, pedindo orientação e orações. Daí seu enorme epistolário, que já conta com mais de 1400 cartas recolhidas. Na homilia de sua Missa de Corpo Presente, D. José d’Ângelo Neto, que sempre lhe foi um pai e pastor, afirmava que, provavelmente, ninguém conhecia a vida íntima das ovelhas de sua Arquidiocese como Madre Maria Imaculada.
Um ano e meio antes de seu falecimento, oferece a Jesus um grande presente e sacrifício: nove de suas filhas vão para longe, para Campos dos Goytacazes fundar o Carmelo de São José, a pedido de D. Carlos Alberto Navarro. Preparou tudo para a fundação com o maior carinho e esmero, cuidando dos mínimos detalhes, materiais e espirituais, e reunindo-se com as futuras fundadoras para orientá-las.

### Morte
Infelizmente a sua saúde, sempre frágil, torna-se cada vez mais desoladora, e na manhã do dia 20 de janeiro de1988, falece, lúcida e em grande sofrimento, mas com os olhos fixos numa imagem do Sagrado Coração de Jesus. O câncer de mama metastático a levou até aos braços de seu amado..

## Canonização
Logo depois da decisão do Capítulo Conventual, de pedir a introdução da Causa de Canonização de Madre Maria Imaculada, Irmã Teresa Margarida, do Carmelo de Cotia, vem trabalhar no Processo; Frei Patrício Sciadini, OCD, que muito conheceu Mãezinha, é nomeado Vice-Postulador, e em 12 de janeiro de 2006, faz a entrega oficial a Dom Ricardo Pedro Chaves Pinto Filho, O.Praem, Arcebispo Metropolitano de Pouso Alegre, do pedido da Introdução da Causa de Canonização. Em 16 de fevereiro de 2006, a Ordem dos Carmelitas Descalços assume a Introdução da Causa de Canonização, através do Padre Geral da Ordem, Frei Luís Aróstegui Gamboa, e do Postulador Geral, Frei Idelfonso Moriones. Em 11 de julho de 2006, a Congregação para a Causa dos Santos expede o "Nihil Obstat", declarando não haver impedimento à introdução da Causa de Canonização da Serva de Deus. Desta forma, em 30 de setembro de 2006 ocorre a Sessão de Abertura do Processo de Canonização; em 12 de abril de 2007, a exumação da serva de Deus e três dias depois, a sua inumação, sendo sepultada na Capela Mortuária, acessível a todos, incluindo os seus devotos, para que possam rezar junto ao túmulo contendo seus veneráveis despojos.
Após oito anos, de pesquisa, dedicação e trabalho, finalmente, chegou ao fim a fase arquidiocesana que investiga a vida, as virtudes e a fama de santidade da Serva de Deus Maria Imaculada da Santíssima Trindade. A sessão de clausura aconteceu em 25 de outubro de 2014 e contou com a presença do Arcebispo Dom José Luiz Majella Delgado, CSsR., o Arcebispo emérito, Dom Ricardo Pedro Pedro Chaves Pinto Filho, O.Praem., o postulador geral da Ordem dos Carmelitas Descalços, Padre Romano Gambalunga, OCD,  que deslocou-se de Roma para o Brasil apenas para sessão de clausura, o juiz delegado e chanceler do arcebispado, Monsenhor José Dimas de Lima, o promotor de justiça da causa de canonização, padre Jésus Andrade Guimarães e dois fiéis leigos.

## Oração
"Santíssima Trindade, Pai, Filho e Espírito Santo, adoro-Vos profundamente e, com todo o afeto do meu coração, dou-Vos graças por terdes escolhido a Serva de Deus Maria Imaculada da Santíssima Trindade (Mãezinha) para ser toda vossa, no Carmelo.
Peço-Vos que, se for da vossa vontade, ela seja brevemente canonizada. Peço-Vos também, por intercessão da Serva de Deus, conceder-me a seguinte graça (...)
[Rezar 3 Ave-Marias e 3 Glórias ao Pai]"

## Graças e milagres
O site maezinhadocarmelo.com.br, mantido pelo Carmelo Sagrada Família, mantem um acervo de depoimentos e relatos de graças alcançadas pela intercessão da Serva de Deus Maria Imaculada da Santíssima Trindade, como o relato do homem que sobreviveu a um acidente vascular cerebral, e o incrível milagre da conversão de um pecador que foi curado de uma hérnia de disco e bico de papagaio. ainda no mesmo site, existe um espaço para os fiéis relatarem as graças e os milagres acontecidos em sua vida.